# نیتن اچ. جوران
نافتولی «نیتن» هرتز جوران (رومانیایی: Naftuli "Nathan" Hertz Juran) کارگردان هنری و کارگردان فیلم اهل ایالات متحده آمریکا است
پس از اتمام تحصیلاتش آرشیتکت سرشناسی شد و ورودش به حرفه سینما نیز به لحاظ تخصص و رشتهٔ تحصیلی اش بود
او از ۱۹۳۷ تا ۱۹۵۲ در مقام طراح دکور در هالیوود فعالیت داشت و یک بار هم در ۱۹۴۱ برنده جایزه اسکار بهترین طراحی صحنه برای فیلم دره من چه سرسبز بود شد. در ۱۹۵۳ او خود به کارگردانی روی آورد و با عرضهٔ فیلم «قلعهٔ سیاه» فعالیتش در این زمینه آغاز کرد. پس از موفیقیتی نسبی نخستین اثرش کارش را با اشتیاق بیشتری دنبال نمود و آثار خوبی به وجود آورد.

## فیلمشناسی
- قلعه سیاه
- دود اسلحه (۱۹۵۳)
- نظم و ترتیب (در تهران: قانون و حکم ۱۹۵۳)
- تارعنکبوت بدشکل (۱۹۵۵)
- گیاهان هرزه
- طبل‌های رودخانه (۱۹۵۴)
- تار پیچیده
- پلیس شاهراه (در تهران: شاهراه خطر)
- نخستین افراد انسان در کرهٔ ماه (۱۹۶۴)
- کاترین (۱۹۵۵)
- شمشیر سحرآمیز (شمشیر طلایی ۱۹۵۳)
- گربه‌های جهنمی نیروی دریایی
- گمشده در فضا
- بیست میلیون مایل تا زمین (۱۹۵۷)